# دونا ميرفي
دونا ميرفي (مواليد 7 مارس 1959) هي ممثلة أمريكية، أشتهرت لأدوارها في المسرحيات الموسيقية، ترشحت 5 مرات لجائزة توني وحصلت على الجائزة مرتين في فئة أفضل ممثلة في مسرحية موسيقية.

## وصلات خارجية
- دونا ميرفي على موقع IMDb (الإنجليزية)
- دونا ميرفي على موقع ألو سيني (الفرنسية)
- دونا ميرفي على موقع ميوزك برينز (الإنجليزية)
- دونا ميرفي على موقع تيرنر كلاسيك موفيز (الإنجليزية)
- دونا ميرفي على موقع أول موفي (الإنجليزية)
- دونا ميرفي على موقع قاعدة بيانات برودواي على الإنترنت (الإنجليزية)
- دونا ميرفي على موقع قاعدة بيانات الأفلام السويدية (السويدية)
- دونا ميرفي على موقع إن إن دي بي (الإنجليزية)
- دونا ميرفي على موقع ديسكوغز (الإنجليزية)
- دونا ميرفي على موقع قاعدة بيانات الفيلم (الإنجليزية)